# Hypholoma capnoides
Espèce
Hypholoma capnoides, de son nom vernaculaire Hypholome à lames enfumées, est un champignon européen de la famille des strophariacées, à saveur douce (non amère) et à lames grisâtres, qu'on trouve en groupe ou en forme fasciculée sur de vieilles souches, ou des bois morts de conifères. 
Peut être confondu avec Hypholoma fasciculare, beaucoup plus fréquent, à saveur amère, dont les lames sont jaune verdâtre.

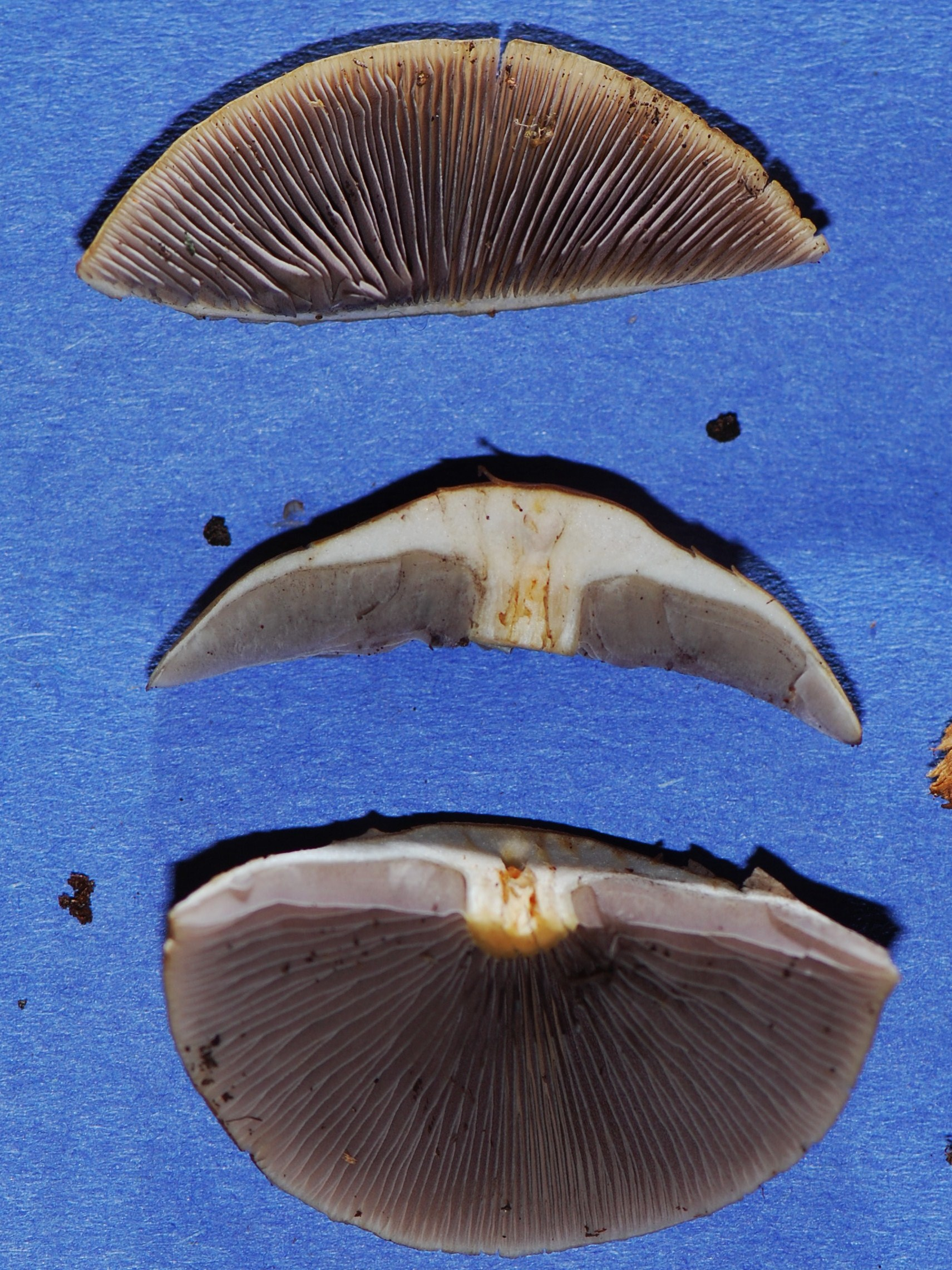
Coupes (lames grisâtres)

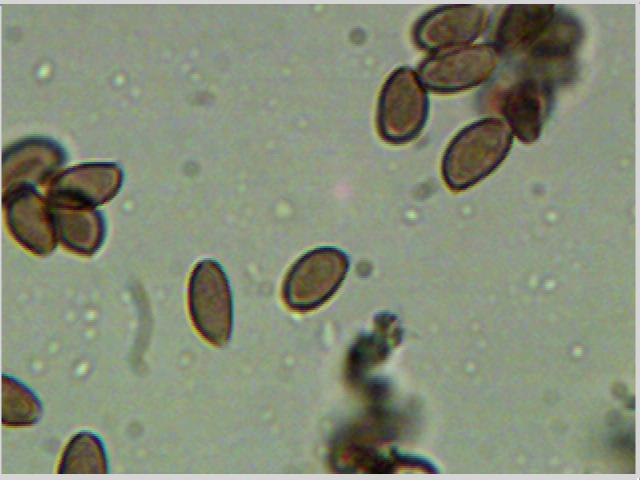
Sporée brun pourpre, spores elliptiques de 7-9 x 4-5 μm. (vues au microscope)

Synonyme  : Nematoloma capnoides

## Description
- Chapeau : de 3 à 6 cm, convexe puis plan convexe, à marge mince infléchie et très faiblement appendiculée au début, Chair blanchâtre à jaune olivacé pâle, saveur douce.
- surface : sèche et lisse
- couleur : jaunâtre, jaune brunâtre, centre brun orangé sale.
- Lames  : adnées et serrées ; de couleur blanchâtres passant au gris lilacin puis tirant sur le brun-violet.
- Stipe : de couleur jaune pâle en haut avec un dégradé vers le fauve/rouille au pied. Texture élastique. Forme parfois flexueuse et plus ou moins courbe. Dimensions variables :  3-8 x 0,3-0,5 cm.
- Cheilocystides (cystides marginales) fusiformes ou lagéniformes, apex obtus, 20-45 x 6-12 μm.
- chrysocystides (cystides à inclusion réfringente, jaune dans l'ammoniaque et fixant le bleu de crésyl) ventrues à sommet en tétine, 25-35 x 8-15 μm.